# Folegandros
Folegandros (tiếng Hy Lạp: ?) là một khu tự quản ở vùng Nam Egeo, Hy Lạp. Khu tự quản Folegandros có diện tích 32 km², dân số theo điều tra ngày 18 tháng 3 năm 2001 là 676 người.